# Непонсет (Іллінойс)
Непонсет (англ. Neponset) — селище (англ. village) в США, в окрузі Бюро штату Іллінойс. Населення — 427 осіб (2020).

## Географія
Непонсет розташований за координатами 41°17′49″ пн. ш. 89°47′22″ зх. д. / 41.29694° пн. ш. 89.78944° зх. д. (41.296813, -89.789469).  За даними Бюро перепису населення США в 2010 році селище мало площу 2,70 км², уся площа — суходіл.

## Демографія
Згідно з переписом 2010 року, у селищі мешкали 473 особи в 186 домогосподарствах у складі 132 родин. Густота населення становила 175 осіб/км².  Було 214 помешкання (79/км²).
Расовий склад населення:
| - 94,1 % — білих - 1,3 % — чорних або афроамериканців - 0,6 % — корінних американців - 0,2 % — азіатів - 1,1 % — осіб інших рас |

До двох чи більше рас належало 2,7 %. Частка іспаномовних становила 3,6 % від усіх жителів.
За віковим діапазоном населення розподілялося таким чином: 21,1 % — особи молодші 18 років, 62,4 % — особи у віці 18—64 років, 16,5 % — особи у віці 65 років та старші. Медіана віку мешканця становила 41,5 року. На 100 осіб жіночої статі у селищі припадало 93,9 чоловіків;  на 100 жінок у віці від 18 років та старших — 95,3 чоловіків також старших 18 років.
Середній дохід на одне домашнє господарство  становив 63 488 доларів США (медіана — 51 319), а середній дохід на одну сім'ю — 64 063 долари (медіана — 50 250). Медіана доходів становила 46 563 долари для чоловіків та 29 583 долари для жінок. За межею бідності перебувало 15,3 % осіб, у тому числі 14,6 % дітей у віці до 18 років та 4,2 % осіб у віці 65 років та старших.
Цивільне працевлаштоване населення становило 298 осіб. Основні галузі зайнятості: освіта, охорона здоров'я та соціальна допомога — 21,8 %, виробництво — 19,8 %, роздрібна торгівля — 14,4 %, транспорт — 9,1 %.